# Giuseppe Grossi (pilota automobilistico)
Giuseppe Grossi (Rimini, 6 aprile 1957 – Arezzo, 20 agosto 2016) è stato un pilota di rally italiano con all'attivo 53 vittorie su 201 gare disputate..

## Biografia
Nato a Rimini, inizia la carriera nel mondo del rally nel 1979 dove diventa famoso con il soprannome "Pucci". Disputa la sua prima gara al Rally di San Marino, gara che poi vincerà tre volte in carriera, nel  1989 con Alessandro Mari e nel 1993 e nel 1995 al fianco di Antonio Borri. Nel 1987 fa il passaggio al professionismo correndo principalmente su automobili prodotte da Lancia, Toyota e Ford.
Ottiene infatti i suoi maggiori successi nel Campionato di Rally Italiano correndo su Lancia Delta HF Integrale (vincendo il Trofeo Tradizione Terra 1993), Toyota Celica Turbo 4WD (vincendo il Trofeo Tradizione Terra 1994 e 1995) e Ford Escort WRC. Fra i suoi copiloti più importanti, oltre ai già citati Mari e Borri, spiccano Massimo Sacchettino, con cui vince nel 1997 il Trofeo Tradizione Terra, e Alessandro Pavesi, con cui vince ancora il Trofeo Rally Terra nel 2005 e 2006 e l'International Rally Cup nel 2008.
Ha partecipato al Rally di Sanremo del 1990, facente parte del Campionato del mondo rally 1990, finendo nono e ottenendo 2 punti in classifica generale.
Si ritira nel 2013 dopo 26 anni di professionismo e 33 anni nel mondo del rally.
Perde la vita nel 2016 durante un'escursione in moto dovuta a un malore.
Nel 2021 esce il libro commemorativo Giuseppe "Pucci" Grossi. Torno Subito edito da Giorgio Nada Editore e firmato da Pierluigi Martelli per ricordarne la vita e le gesta sportiva.

## Palmares
- Trofeo Rally Terra 2005, 2006.
- Trofeo Tradizione Terra 1993, 1997,1994, 1995.
- International Rally Cup 2008.

## Risultati nel WRC
| 1988 | Scuderia | Vettura                 |  |  |  |  |  |  |  |  |  |  |  |     |  |  |  |  | Punti | Pos. |
| ---- | -------- | ----------------------- |  |  |  |  |  |  |  |  |  |  |  | --- |  |  |  |  | ----- | ---- |
| 1988 |          | Ford Sierra RS Cosworth |  |  |  |  |  |  |  |  |  |  |  | Rit |  |  |  |  | 0     |      |

| 1989 | Scuderia | Vettura                |  |  |  |  |  |  |  |  |  |  |   |  |  |  |  |  | Punti | Pos. |
| ---- | -------- | ---------------------- |  |  |  |  |  |  |  |  |  |  | - |  |  |  |  |  | ----- | ---- |
| 1989 |          | Lancia Delta Integrale |  |  |  |  |  |  |  |  |  |  | ? |  |  |  |  |  | 0     |      |

| 1990 | Scuderia | Vettura                    |  |  |  |  |  |  |  |  |  |   |  |  |  |  |  |  | Punti | Pos. |
| ---- | -------- | -------------------------- |  |  |  |  |  |  |  |  |  | - |  |  |  |  |  |  | ----- | ---- |
| 1990 |          | Lancia Delta Integrale 16V |  |  |  |  |  |  |  |  |  | 9 |  |  |  |  |  |  | 2     | 54º  |

| 1991 | Scuderia     | Vettura                    |  |  |  |  |  |  |  |  |  |  |     |  |  |  |  |  | Punti | Pos. |
| ---- | ------------ | -------------------------- |  |  |  |  |  |  |  |  |  |  | --- |  |  |  |  |  | ----- | ---- |
| 1991 | Husky S.R.L. | Lancia Delta Integrale 16V |  |  |  |  |  |  |  |  |  |  | Rit |  |  |  |  |  | 0     |      |

| Legenda | 1º posto | 2º posto | 3º posto | A punti | Senza punti | Ritirato | Squalificato | NP=Non partito C=Gara cancellata | Apice=Power stage |